# Rusca (okręg Caraș-Severin)
Rusca – wieś w Rumunii, w okręgu Caraș-Severin, w gminie Teregova. W 2011 roku liczyła 1191 mieszkańców. 